# Huntington (Texas)
Huntington is een plaats (city) in de Amerikaanse staat Texas, en valt bestuurlijk gezien onder Angelina County.

## Demografie
Bij de volkstelling in 2000 werd het aantal inwoners vastgesteld op 2068.
In 2006 is het aantal inwoners door het United States Census Bureau geschat op 2099, een stijging van 31 (1,5%).

## Geografie
Volgens het United States Census Bureau beslaat de plaats een oppervlakte van
7,1 km², geheel bestaande uit land. Huntington ligt op ongeveer 87 m boven zeeniveau.

## Plaatsen in de nabije omgeving
De onderstaande figuur toont nabijgelegen plaatsen in een straal van 24 km rond Huntington.